# كريس دونكان
كريس دونكان (بالإنجليزية: Chris Duncan)‏ هو لاعب كرة قاعدة أمريكي، ولد في 5 مايو 1981 في توسان في الولايات المتحدة.

## وصلات خارجية
- كريس دونكان على موقع دوري كرة القاعدة الرئيسي (الإنجليزية)
- كريس دونكان على موقعبيزبول رفرنس.كوم (الدوري الرئيسي) (الإنجليزية)
- كريس دونكان على موقعبيزبول رفرنس.كوم (الدوري الثانوي) (الإنجليزية)
- كريس دونكان على موقع إي إس بي إن.كوم (أم.أل.بي) (الإنجليزية)
- كريس دونكان على موقع مشجعي الرسوم البيانية (الإنجليزية)